# Ellie Kendrick
Pour les articles homonymes, voir Kendrick.
Eleanor Lucy V. « Ellie » Kendrick est une actrice britannique née le 6 juin 1990 à Londres dans le quartier de Greenwich, au Royaume-Uni. Elle est connue pour avoir interprété le rôle d'Anne Frank en 2009 dans la mini-série britannique Le Journal d'Anne Frank diffusée par BBC One.

## Biographie

### Éducation et études
Ellie Kendrick étudie à Benenden School à Benenden dans le Kent. Elle est également une ancienne élève du National Youth Theatre. En 2009, elle fait une brève interruption dans ses études (« a gap year ») avant de s'inscrire à l'automne à l'université de Cambridge pour étudier l'anglais.

### Carrière
En 2009, elle fait ses débuts sur les planches du théâtre du Globe où elle joue Juliet de la pièce Roméo et Juliette en compagnie de Adetomiwa Edun dans le rôle de Romeo.
Elle est choisie en 2008 pour le rôle principal d'Anne Frank dans la mini-série britannique Le Journal d'Anne Frank diffusée sur BBC One. En 2010, elle est sélectionnée pour le Satellite Award de la meilleure actrice dans une mini-série ou un téléfilm pour ce même rôle.
En 2013, elle joue dans les séries Misfits, et Game of Thrones dans laquelle elle interprète le rôle de Meera Reed.
En 2018, elle interprète la voix de Taelia Fordragon pour la nouvelle extension Battle for Azeroth du MMORPG World Of Warcraft.

## Filmographie

### Cinéma
- 2009 : Une éducation : Tina, une des meilleures amies de Jenny
- 2012 : Cheerful Weather for the Wedding (en) : Kitty Thatcham
- 2016 : The Levelling : Clover

### Télévision
- 2004 : Meurtres en sommeil (Waking the Dead) : Greta jeune
- 2004 : Doctors : Laura
- 2006 : Suspect numéro 1
- 2007 : Inspecteur Lewis : Megan Linn
- 2009 : Le Journal d'Anne Frank (The Diary of Anne Frank) : Anne Frank
- 2010 : Maîtres et Valets (Upstars Downtairs) : Ivy Morris, la servante
- 2012-2013 : Being Human : Allison (2 épisodes)
- 2013 : Misfits : Helen (5 épisodes : saison 5, à partir de l'épisode 4)
- 2013 - 2017 : Le Trône de fer (Game of Thrones) : Meera Reed (à partir de la saison 3) (16 épisodes)
- 2018 : Press : Leona Manning-Lynd
- 2018 : La Foire aux vanités : Jane Osborne
- 2020 : McDonald & Dodds : Elenora Crockett (saison 1, épisode 1)

### Théâtre
- 2009 : Roméo et Juliette de Shakespeare, mise en scène par Dominic Dromgoole, au théâtre du Globe (Shakespeare's Globe) : Juliet

## Nomination
- 2010 : Nomination pour le Satellite Award de la meilleure actrice dans une mini-série ou un téléfilm pour Le Journal d'Anne Frank